# The Snow Goose Re-recording
The Snow Goose Re-recorded es un álbum de Camel publicado en 2013 y es una nueva grabación de su álbum de gran éxito de 1975 The Snow Goose . Fiel a la original con bellos arreglos y mejoras de presentación de la edición, The Snow Goose (La Gansa Blanca) no es sólo una historia atemporal de amor y de guerra. Es una historia de dignidad y bondad que muestra el corazón en las alas heridas de una gansa blanca a través de su relación única con dos humanos. Escrito por Paul Gallico, esta breve historia inspiró esta hermosa música " .
Fue grabado a partir de mayo de 2013 en estudio ( posteriormente se presentó en una nueva gira de Camel tras la recuperación de una larga enfermedad de Andy Latimer  y es un fiel representación del álbum grabado en 1975 (mismo orden de las pistas, con algunos trozos un poco más largos), tal vez con un sonido un poco más apasionado, maduro y una calidad de grabación más rico. Sólo el compositor / guitarrista Andy Latimer queda del grupo original, sin embargo, suena como Camel. 
Dicho disco fue presentado en el Teatro Barbican de Londres y editado el concierto posteriormente en DVD bajo el título de "In From The Cold".

## Canciones
1. The Great Marsh (2:09)
2. Rhayader (3:06)
3. Rhayader Goes To Town (5:28)
4. Sanctuary (Revised edition) (2:57)
5. Fritha (1:27)
6. The Snow Goose (3:02)
7. Friendship (1:50)
8. Migration (Revised edition) (4:29)
9. Rhayader Alone (Revised edition) (3:24)
10. Flight Of The Snow Goose (2:27)
11. Preparation (3:54)
12. Dunkirk (5:39)
13. Epitaph (Revised edition) (1:32)
14. Fritha Alone (1:47)
15. La Princesse Perdue (5:18)
16. The Great Marsh (1:35)
Intérpretes
- Andrew Latimer / guitarras, teclados, flauta.
- Guy LeBlanc / órgano (2,3,6,8,12), Moog (5,15), piano (14), teclados (15), voces (8).
- Colin Bass / bajo eléctrico.
- Denis Clement / batería, percusión,teclados (11,13,15,16), bajo eléctrico (12), sonidos (12).
Producción
- Producción y arreglos – Andy Latimer y Denis Clement

- Producción Ejecutiva – Susan Hoover

- Mastering - Tony Cousins

- Estudios - Metropolis Estudios, Londres.

- Diseño – Michael Monday